# Touching the Void
Touching the Void (Brasil: Tocando o Vazio / Portugal: Uma História de Sobrevivência)  é um documentário (2003) homônimo dirigido por Kevin Macdonald. O filme ganhou o Prêmio Alexander Korda de melhor filme britânico no BAFTA de 2004 e foi apresentado no Sundance Film Festival de 2004. 